# Jean-Jacques Pierre
Jean-Jacques Pierre (Léogâne, 23 de janeiro de 1981) é um ex-futebolista e treinador de futebol haitiano que atuava como zagueiro. Atualmente está sem clube.

## Carreira em clubes
Revelado pelo Cavaly, se profissionalizou em 2001, aos 20 anos. Suas atuações chamaram a atenção do Arsenal de Sarandí, recém-promovido à primeira divisão do Campeonato Argentino, que o contratou em 2002. O zagueiro atuou em 31 jogos e marcou um gol antes de se mudar para o Deportivo Morón, equipe da Primera B Metropolitana (terceira divisão) em 2003. Com a camisa do Gallo, marcou 7 gols em 25 partidas, desempenho que fez o Peñarol contratá-lo em 2004, sendo eleito o melhor jogador da posição na temporada 2004–05.
Em agosto de 2005, foi contratado pelo Nantes, fazendo parte do elenco que terminaria rebaixado à Ligue 2 pela primeira vez na história, em 2006–07. Ele ainda conquistou o acesso de volta à Ligue 1 na temporada seguinte, com o vice-campeonato obtido pelos Canários e sendo escolhido para o onze ideal da segunda divisão. Pierre permaneceu no Nantes até 2011 e ficou sem clube pelo restante do ano, voltando à ativa em janeiro de 2012 ao assinar com o Panionios, atuando em 12 partidas e marcando um gol.
Defendeu ainda Caen, Angers, Paris FC. (antes de assinar com o time da capital francesa, havia acertado um vínculo de 2 anos com o Tours FC) e US Granville, encerrando sua carreira em 2019, no MOS Caen, equipe da sexta divisão francesa.

## Seleção Haitiana
Pierre estreou pela Seleção Haitiana em dezembro de 2001, num amistoso contra El Salvador. Representou os Grenadiers em 2 edições da Copa Ouro da CONCACAF (2002 e 2007), e em março de 2009, o zagueiro renunciou à seleção citando falsas alegações contra ele e que não se sentia valorizado quanto no Nantes, fazendo com que ele perdesse a Copa Ouro do mesmo ano, onde o Haiti chegou até as quartas-de-final. No entanto, Pierre reviu a decisão e voltou a vestir a camisa dos Grenadiers durante as eliminatórias para a Copa de 2010, além das Copas Ouro de 2013 e 2015, ano em que deixou a seleção. Em 38 partidas, o zagueiro marcou um gol, na vitória por 4 a 0 sobre São Vicente e Granadinas, pelas eliminatórias da Copa Ouro de 2007, além de ter conquistado a medalha de bronze na Copa do Caribe de 2014.

## Pós-aposentadoria
Pouco depois de abandonar os gramados, Pierre foi escolhido como auxiliar-técnico do Avant-Garde Caen, equipe da quinta divisão francesa.
Em março de 2021, assumiu o comando da Seleção Haitiana, substituindo Marc Collat, e tendo como objetivo principal classificá-la à Copa de 2022. Treinou os Grénadiers na Copa Ouro da CONCACAF, parando na fase de grupos. Deixou o cargo em abril de 2023.

## Títulos

### Individuais
- Equipe do Ano da Ligue 2: 2007–08